# Rio Aro
O Rio Aro é um rio sul-americano que banha a Venezuela, localizado no estado de Bolívar e é um dos afluentes do rio Orinoco.